# 亞歷山德魯·德多夫
亞歷山德魯·德多夫（羅馬尼亞語：Alexandru Dedov；1989年7月26日—）是一位摩爾多瓦足球運動員。在場上的位置是中場。他現在效力於摩爾多瓦國家足球聯賽球隊基希訥烏野牛足球俱樂部。他也代表摩爾多瓦國家足球隊參賽並且是摩爾多瓦的隊長。